# СамСат-218
СамСат-218 («SamSat-218D», «Контакт-Наноспутник») — спутник формата Кубсат, разработки и производства Самарского государственного аэрокосмического университета (СГАУ).
Проект стал участником первой пусковой кампании с космодрома Восточный, он был запущен и выведен на орбиту 28 апреля 2016 года с помощью ракеты-носителя «Союз-2.1а» одновременно с двумя другими спутниками. Однако после запуска на орбиту были зафиксированы проблемы в работе спутника. Возможной причиной потери связи стала неисправность приёмопередатчика. Превратившийся в космический мусор СамСат-218 сойдет с орбиты примерно 2021 году. Взамен этого утраченного спутника в 2017 году планировалось запустить спутник СамСат-QB50 с грузового корабля Cygnus, однако из-за длительного хранения аппарата требовался новый виток испытаний и было решено утилизировать спутник.

## Назначение
Проект решал ряд технологических и образовательных задач. В первую очередь он предназначался для отработки алгоритмов управления ориентацией малых спутников. Кроме того, с помощью спутника учёные СГАУ собирались управлять процессами, происходящими на борту, при помощи системы мобильной спутниковой связи Globalstar. Авторы эксперимента планировали «звонить» на борт с помощью мобильного терминала и получать необходимую телеметрическую информацию о ходе полёта. СамСат-218 стал частью комплекса научной аппаратуры «Контакт». Вторую часть комплекса научной аппаратуры планировалось разместить на борту малого космического аппарата «Аист-2Д».

## Конструкция

### Сертификация спутника
Сертификация спутника была проведена ЗАО «Центр сертификации ракетно-космической техники» в рамках Федеральной системы сертификации космической техники. Полученный университетом сертификат удостоверял соответствие спутника «СамСат-218» требованиям безопасности при проведении работ в ходе подготовки, во время запуска и в полёте ракеты-носителя «Союз-2.1а».
Для СГАУ, автора спутника, этот документ стал первым в истории вуза.